# (993) Moultona
(993) Moultona – planetoida z pasa głównego asteroid okrążająca Słońce w ciągu 4 lat i 310 dni w średniej odległości 2,86 au. Została odkryta 12 stycznia 1923 roku w Obserwatorium Yerkes w Williams Bay przez George’a Van Biesbroecka. Nazwa pochodzi od Foresta Raya Moultona (1872–1952), amerykańskiego astronoma i matematyka. Przed jej nadaniem planetoida nosiła oznaczenie tymczasowe (993) 1923 NJ.